# Christiane von Preysing
Christiane Maximiliane Gräfin von Preysing-Lichtenegg-Moos, geb. von und zu Arco-Zinneberg, (* 27. November 1852 in München; † 30. September 1923 in München) war Mitbegründerin des Marianischen Mädchenschutzvereins und der ersten Katholischen Bahnhofsmission.

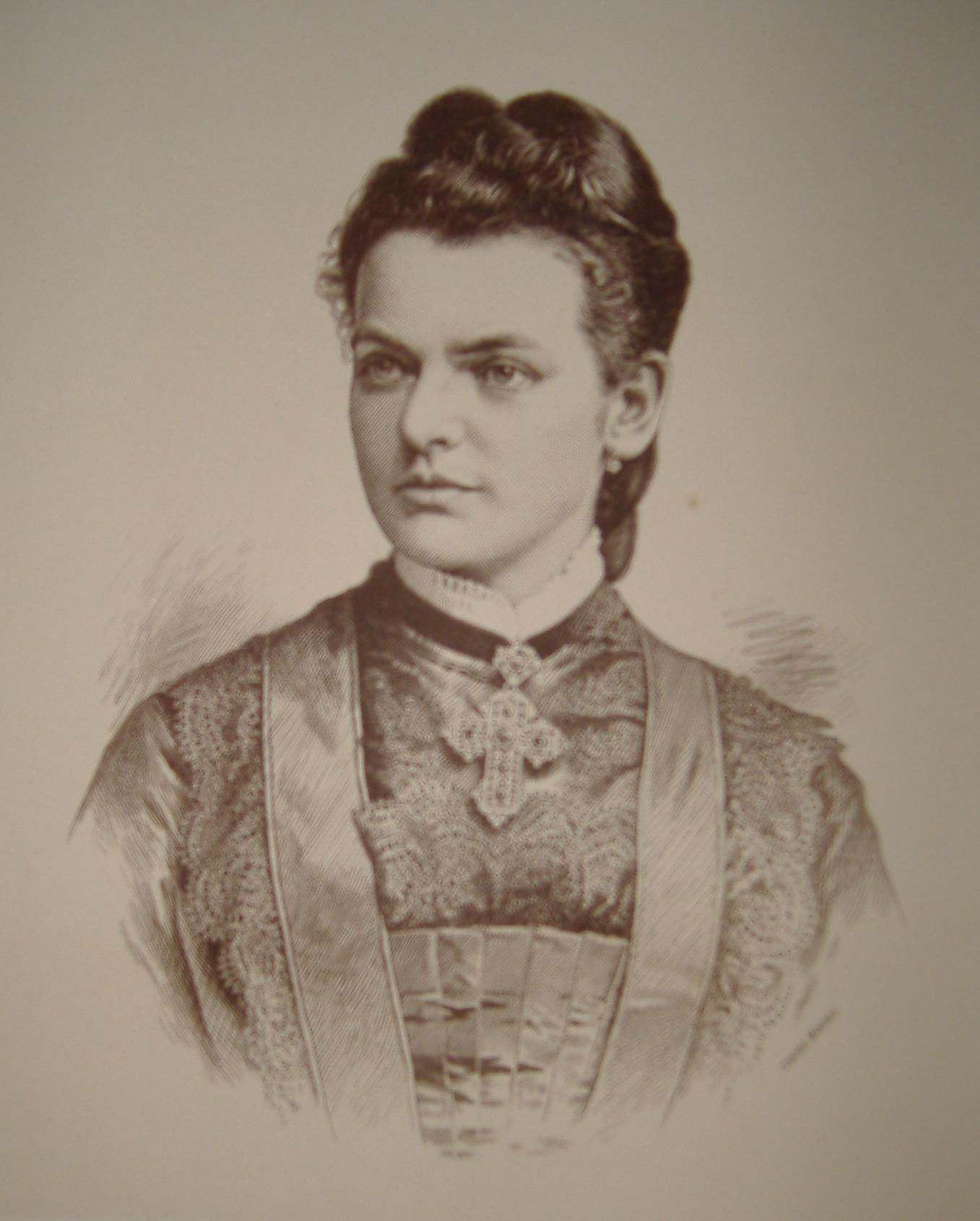
Christiane Gräfin Preysing; archiviert im Ida-Seele-Archiv

## Leben und Wirken
Sie war das 13. und jüngste Kind des Grafen Maximilian Joseph Bernhard von und zu Arco-Zinneberg und dessen Gattin Leopoldine, geb. Gräfin von Waldburg-Zeil-Trauchburg. Die Komtesse erhielt die damals für Mädchen ihres Standes übliche Ausbildung, sie wurde privat unterrichtet und besuchte vornehme Mädchenpensionate in der Schweiz und in Belgien. 1878 heiratete sie Johann Conrad Graf von Preysing-Lichtenegg-Moos. Aus der Ehe gingen insgesamt zehn Kinder hervor.
1. Max Emanuel Graf von Preysing
2. Kaspar Graf von Preysing
3. Maria Immakulata Gräfin von Preysing-Lichtenegg-Moos
4. Anna Gräfin von Preysing-Lichtenegg-Moos
5. Elisabeth Gräfin von Preysing-Lichtenegg-Moos
6. Josepha Gräfin von Preysing-Lichtenegg-Moos
7. Mechtilde Gräfin von Preysing-Lichtenegg-Moos
8. Georg Graf von Preysing
9. Johannes Graf von Preysing-Lichtenegg-Moos
10. Johann Christoph Graf von Preysing-Lichtenegg-Moos

Durch ihren Beichtvater, den Kapuzinerpater Cyprian Fröhlich, erhielt die Gräfin erste Anregungen, sich für dessen von ihm gegründeten Seraphisches Liebenswerk zu engagieren. Rückblickend schrieb die Gräfin:
Der Funke apostolischer Liebe, der in ihm den Gedanken gezeitigt, zündete auch in unserem Herzen: Wir wollten nicht versagen, wenn wir gerufen wurden, Schutzengeldienste zu tun, Seelen vor Unheil zu bewahren, wenn auch nur eine zu retten.
Zusammen mit Luise Fogt, Marie von Hohenhausen, Wilhelmine Angstwurm, Pauline Kolb, Leopoldine Freiin von Schrenck, Franziska Freifrau von Soden-Fraunhofen u. a.  gründete die Adelige 1895 in München den Marianischen Mädchenschutzverein (heute: IN VIA Katholische Mädchensozialarbeit), der unter dem Schutz der Gottesmutter vom Guten Rat stand. Der neugegründete Verein bot jungen Mädchen und Frauen in der Großstadt Schutz und Hilfe, um sie vor Gefahren im Glauben und Sitte zu bewahren. Die Gräfin übernahm den Posten der ersten Vereinsvorsitzenden. Bald erkannte sie die Notwendigkeit der Errichtung einer Bahnhofsmission. Demzufolge wurde 1897 in München, unter maßgebende Mitwirkung von Ellen Ammann, die erste Katholische Bahnhofsmission ins Leben gerufen, welche ortsfremden, alleinreisenden Frauen und Mädchen Seelsorgehilfe und Schutz gewährte. Des Weiteren unterstützte die Adelige Ellen Ammann beim Auf- und Ausbau sozial-karitativer Schulungskurse für Frauen und junge Mädchen.
1903 starb der Ehemann der Gräfin und die Tragik ihres Lebens setzte sich fort: 1911 hatte sie den jüngsten, 1913 den ältesten Sohn verloren; während des Ersten Weltkriegs musste sie zwei weitere Söhne opfern und danach starben drei Töchter rasch hintereinander. Kurz nach ihrem eigenen Tod starb ein weiterer Sohn. Nur zwei Töchter konnten die Mutter länger überleben. Sohn Johann Georg hatte in zweiter Ehe die bayerische Prinzessin Gundelinde  geheiratet. Der aus dieser Verbindung hervorgegangene einzige Sohn Johann Caspar starb 1940 im Alter von 21 Jahren.

## Werke
- Die lauretanische Litanei als Maiandacht, Regensburg 1918
- Ein Vierteljahrhundert Marianischer Mädchenschutzverein in Bayern, in: Bayerische Caritasblätter 1920, H. 5/6, S. 33–39